# Бадалово
Бадало́во (укр. Бадалово, венг. Badaló) — село в Береговской городской общине Береговского района Закарпатской области Украины. Расположено вдоль берега реки Тисы, на расстоянии 12 км от райцентра — города Берегово.
Население по переписи 2001 года составляло 1714 человек. Занимает площадь 1,143 км².

## История
Первое упоминание о селе относится к 1280 году.
В 1991 г. селу возвращено историческое название.